# Seasons in the Abyss
Seasons in the Abyss is het vijfde album van de Thrashmetal-band Slayer. Het album werd uitgebracht op 9 oktober 1990.
Dit album leent qua muziekstijl veel elementen van de voorgaande twee albums, South of Heaven en Reign in Blood.

## Tracklist
| Nr. | Titel                | Schrijver(s)             | Duur |
| --- | -------------------- | ------------------------ | ---- |
| 1.  | War Ensemble         | Tom Araya, Jeff Hanneman | 4:54 |
| 2.  | Blood Red            | Araya,Hanneman           | 2:50 |
| 3.  | Spirit in Black      | Kerry King, Hanneman     | 4:07 |
| 4.  | Expendable Youth     | Araya, King              | 4:10 |
| 5.  | Dead Skin Mask       | Araya, Hanneman          | 5:20 |
| 6.  | Hallowed Point       | Araya, Hanneman, King    | 3:24 |
| 7.  | Skeletons of Society | King                     | 4:41 |
| 8.  | Temptation           | King                     | 3:26 |
| 9.  | Born of Fire         | Hanneman, King           | 3:07 |
| 10. | Seasons in the Abyss | Araya, Hanneman          | 6:36 |

## Bandleden en personeel
Slayer
- Tom Araya - Basgitaar, vocalen
- Jeff Hanneman - Gitaar
- Kerry King - Gitaar, achtergrondzang op de nummers Seasons in the Abyss en Skeletons of Society
- Dave Lombardo - Drums

Productie
- Rick Rubin - Producer
- Andy Wallace - Co-producer, Enigineer, Mixing
- Howie Weinberg - Mastering
- Robert Fisher - Ontwerp